# Choszczówko
Choszczówko [xɔʂˈt͡ʂufkɔ] (tiếng Đức: Neu Grünrade) là một khu định cư ở khu hành chính của Gmina Dębno, thuộc quận Myślibórz, West Pomeranian Voivodeship, ở phía tây bắc Ba Lan.
Nó nằm khoảng 7 kilômét (4 mi) phía bắc Dębno, 21 km (13 mi) phía tây nam Myślibórz và 70 km (43 mi) phía nam thủ đô khu vực Szczecin.
Khu định cư có dân số 55 người.